# أنجيلا بيرد
أنجيلا بيرد (من مواليد 16 أغسطس 1997) هي لاعبة كرة قدم أسترالية، تلعب حاليًا في فريق KR في آيسلندا «ارفارلسديد كيفانا». لقد مثلت أستراليا في المنتخبات الوطنية تحت 17 وتحت 20 سنة.

## روابط خارجية
- أنجيلا بيرد على موقع الاتحاد الدولي (مؤرشف)  (الإنجليزية)
- أنجيلا بيرد على موقع قاعدة بيانات كرة القدم.إي يو (الإنجليزية)
- أنجيلا بيرد على موقع Soccerway.com (الإنجليزية)